# Centrum Promocji Kultury
Centrum Promocji Kultury w Dzielnicy Praga-Południe m. st. Warszawy (Centrum Promocji Kultury, CPK) – samorządowa instytucja kultury finansowana ze stołecznego budżetu. Zajmuje się organizacją wydarzeń o charakterze kulturalnym. Organizuje wydarzenia o zasięgu ogólnopolskim oraz lokalne przedsięwzięcia artystyczne. Często gości również artystów wizualnych i muzyków zza granicy. 
Instytucja powstała w 1995 roku w wyniku uchwały Rady dawnej Gminy Centrum, jako Dzielnicowe Centrum Promocji Kultury. Projektantem jej znaku graficznego jest Piotr Michnikowski.

## Obiekty
Początkowo główna siedziba Centrum Promocji Kultury znajdowała się przy ul. Grochowskiej 274, na tyłach Urzędu Dzielnicy Praga-Południe.  
W 2008 roku instytucja przeniosła się do nowego budynku, przy ul. Podskarbińskiej 2. Oprócz tego CPK posiada trzy filie: Klub Kultury Seniora (ul. Pawlikowskiego 2), Doświadczalną Pracownię Litografii im. Pabla Picassa przy ul. Obrońców 28/30 oraz Terminal Kultury Gocław (ul. Jana Nowaka-Jeziorańskiego 24) . Ponadto CPK administruje Punktem Informacji Kulturalnej „Akwarium“ (pl. Szembeka 1A). 
We wrześniu 2011 została utworzona kolejna filia CPK - Klub Kultury Saska Kępa przy ulicy Brukselskiej 23, a od stycznia 2015 jest to samodzielna jednostka przemianowana na PROM Kultury Saska Kępa.
W styczniu 2022 roku, została ukończona budowa najnowszej filii Centrum Promocji Kultury Praga-Południe i otwarta jako Terminal Kultury Gocław (ul. Jana Nowaka-Jeziorańskiego 24).

## Galeria

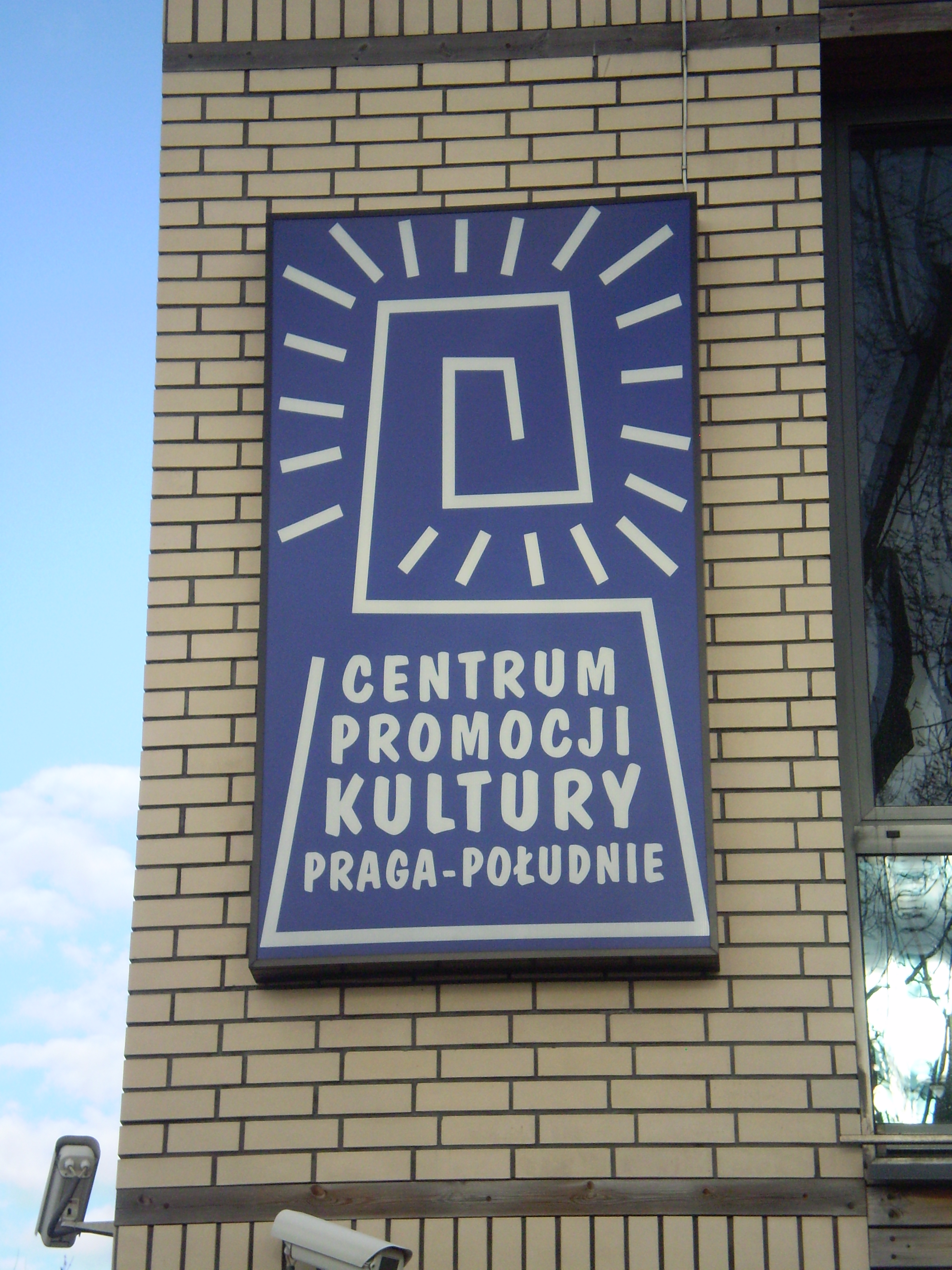
Logo CPK
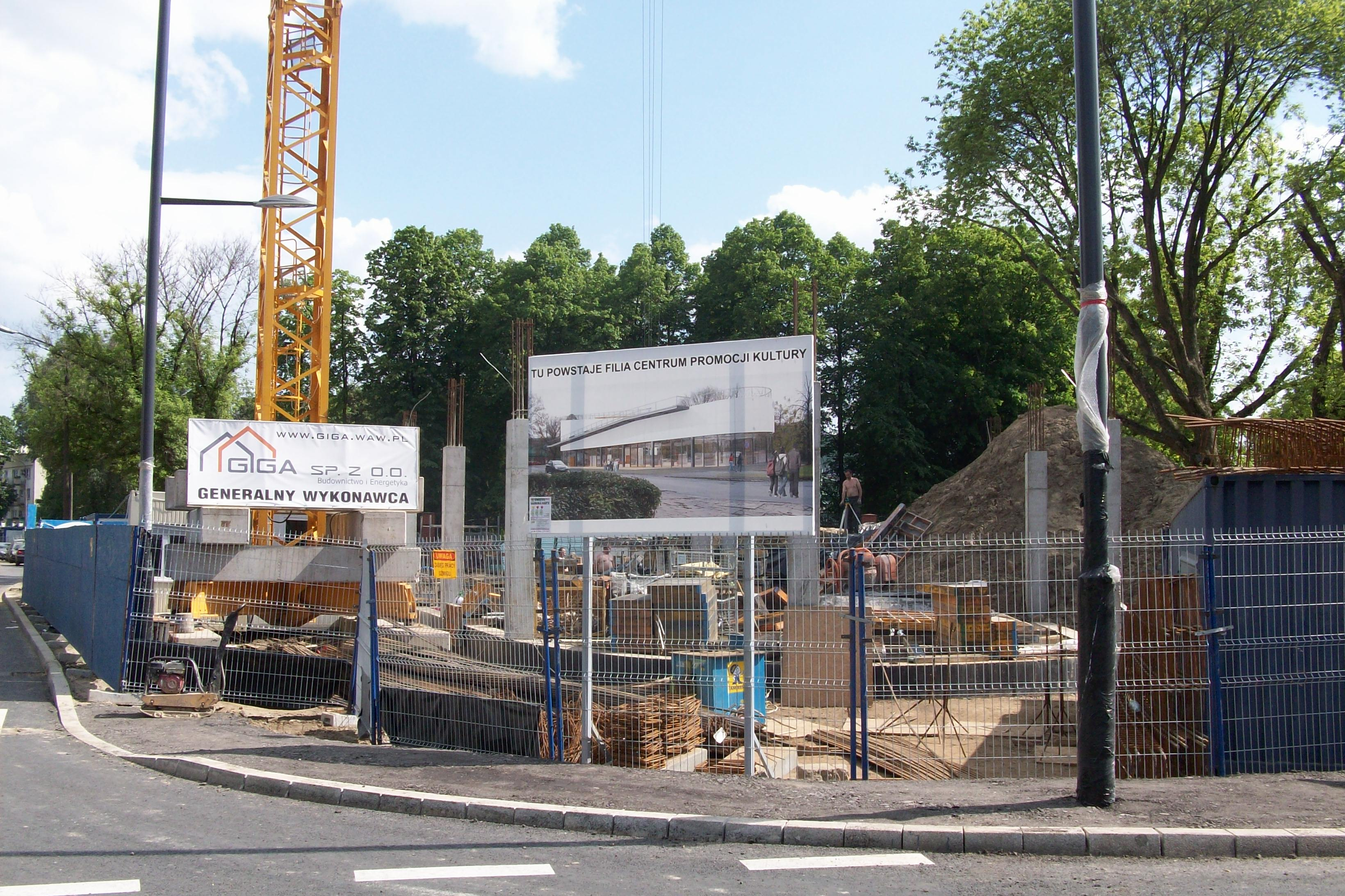
Budowa Klubu Kultury na Saskiej Kępie
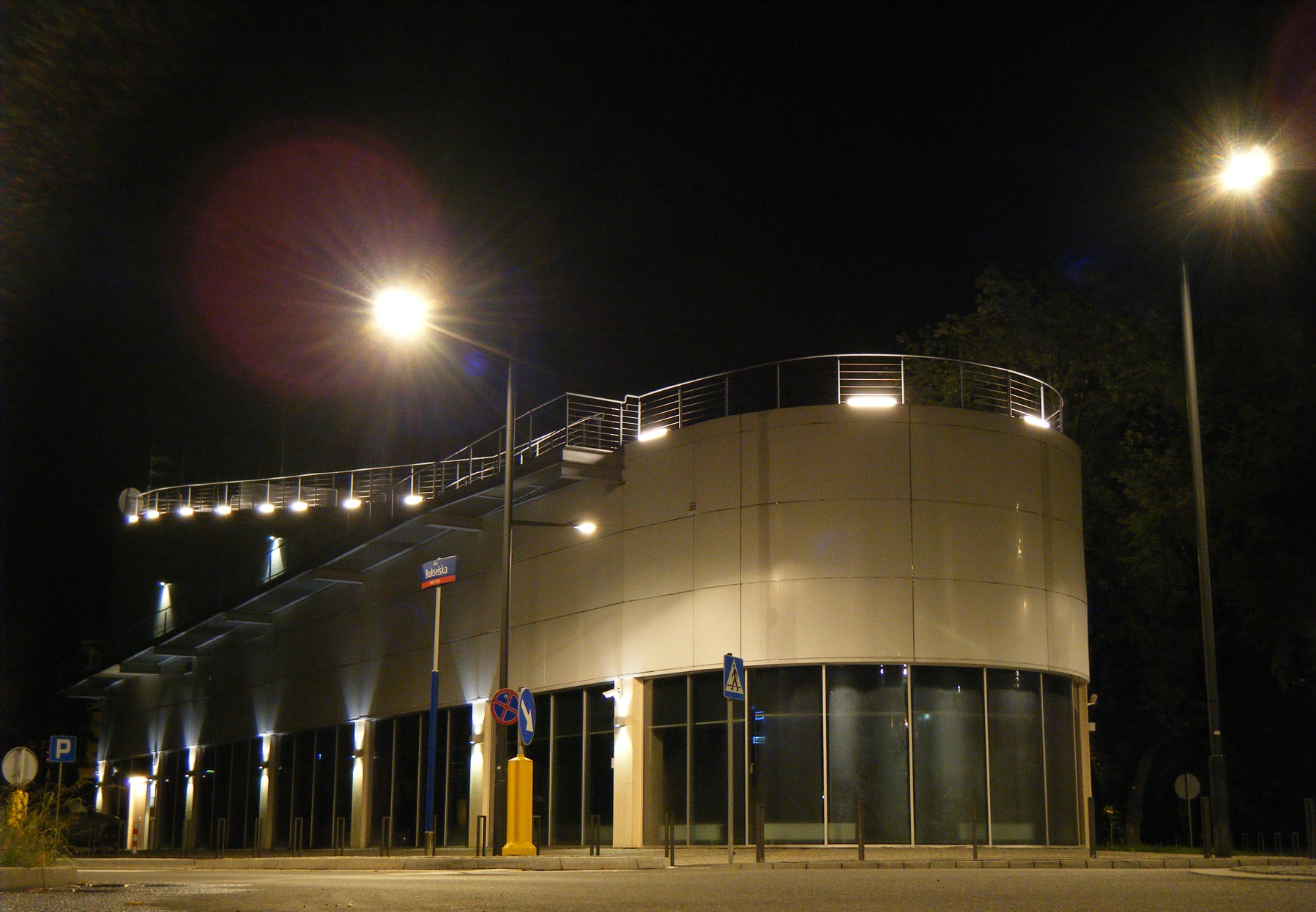
Klub Kultury na Saskiej Kępie